# ميخائيل برونو
ميخائيل برونو (بالعبرية: מיכאל ברונו‏) هو اقتصادي إسرائيلي، ولد في 30 يوليو 1932 في هامبورغ في ألمانيا، وتوفي في 25 ديسمبر 1996 في القدس في إسرائيل.